# San Juan Lajarcia
San Juan Lajarcia là một đô thị thuộc bang Oaxaca, México. Năm 2005, dân số của đô thị này là 674 người.